# لگن خاصره

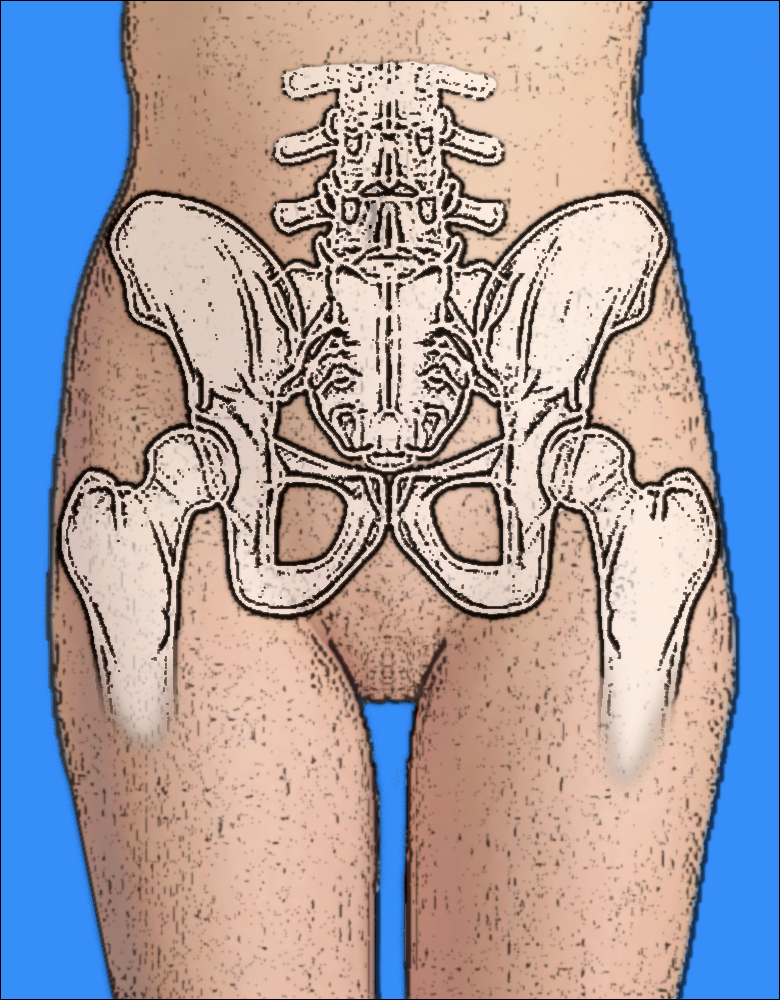
لگن خاصره در بدن زنان.

لَگَن یا لگن خاصِره (به انگلیسی: Pelvis) شامل کمربند لگنی در جلو و استخوان‌های خاجی و دنبالچه در پشت است.
استخوان‌بندی لگن خاصره دارای یک استخوان موسوم به استخوان خاصره است که اندام پایین را به تنه وصل می‌کند. استخوان خاصره در جنین از قطعهٔ استخوانی به‌وجود می‌آید. قطعهٔ تهیگاهی در بالا، قطعهٔ شرمگاهی در جلو، قطعهٔ نشیمنگاهی در پایین. این سه قطعه در شخص بالغ در وسط حفره‌ای موسوم به حفرهٔ حقه‌ای با هم التیام پیدا کرده و استخوان یگانه‌ای را تشکیل می‌دهند.
استخوان خاصره استخوانی است عرضاً مسطح و محیط غیر منظم چهار ضلعی دارد بنابراین دارای یک سطح خارجی و یک سطح داخلی و چهار کنار (قدامی، خلفی، فوقانی، تحتانی) و چهار زاویه (قدامی فوقانی - خلفی فوقانی - قدامی تحتانی - خلفی تحتانی) است.

## کمربند لگنی
کمربند لگنی از دو استخوان «بی‌نام» (هیپ (به انگلیسی: Hip)) ایجاد می‌شود که در جلو به هم مفصل شده‌اند و التصاق شرم‌گاهی (سیمفیزیس پوبیس) را به‌وجود می‌آورند.
استخوان بی‌نام از یک سو با استخوان ران و از سوی دیگر با استخوان خاجی مفصل می‌شود و موجب پیوند استخوان‌بندی اندام تحتانی به استخوان‌بندی محوری شده و بدین طریق وزن تنه را به اندام زیرین منتقل می‌کند.
اندام تحتانی با کمربند لگنی به ستون مهره‌ها پیوند دارد. استخوان‌های لگن سمت چپ و راست در بخش قدامی کمربند لگنی به‌هم مفصل می‌شوند و ارتفاع عامه را که مفصلی نیمه‌متحرک است، تشکیل می‌دهند. استخوان خاجی در بخش خلفی کمربند لگنی بین دو استخوان لگن قرار گرفته، مفصل خاجی خاصره‌ای را تشکیل می‌دهد.
کمربند لگنی شامل مفاصل زیر است:
- دو مفصل ران
- دو مفصل خاجی خاصره‌ای
- التصاق شرمگاهی (سیمفیزیس پوبیس)

## مفاصل لگن خاصره
لگن خاصره قاعدهٔ تنه را می‌سازد و شامل سه مفصل است که عبارت‌اند از:
- دو مفصل خاجی خاصره‌ای[۷] (ساکروایلیاک)
- سیمفیزیس پوبیس

## استخوان بی‌نام

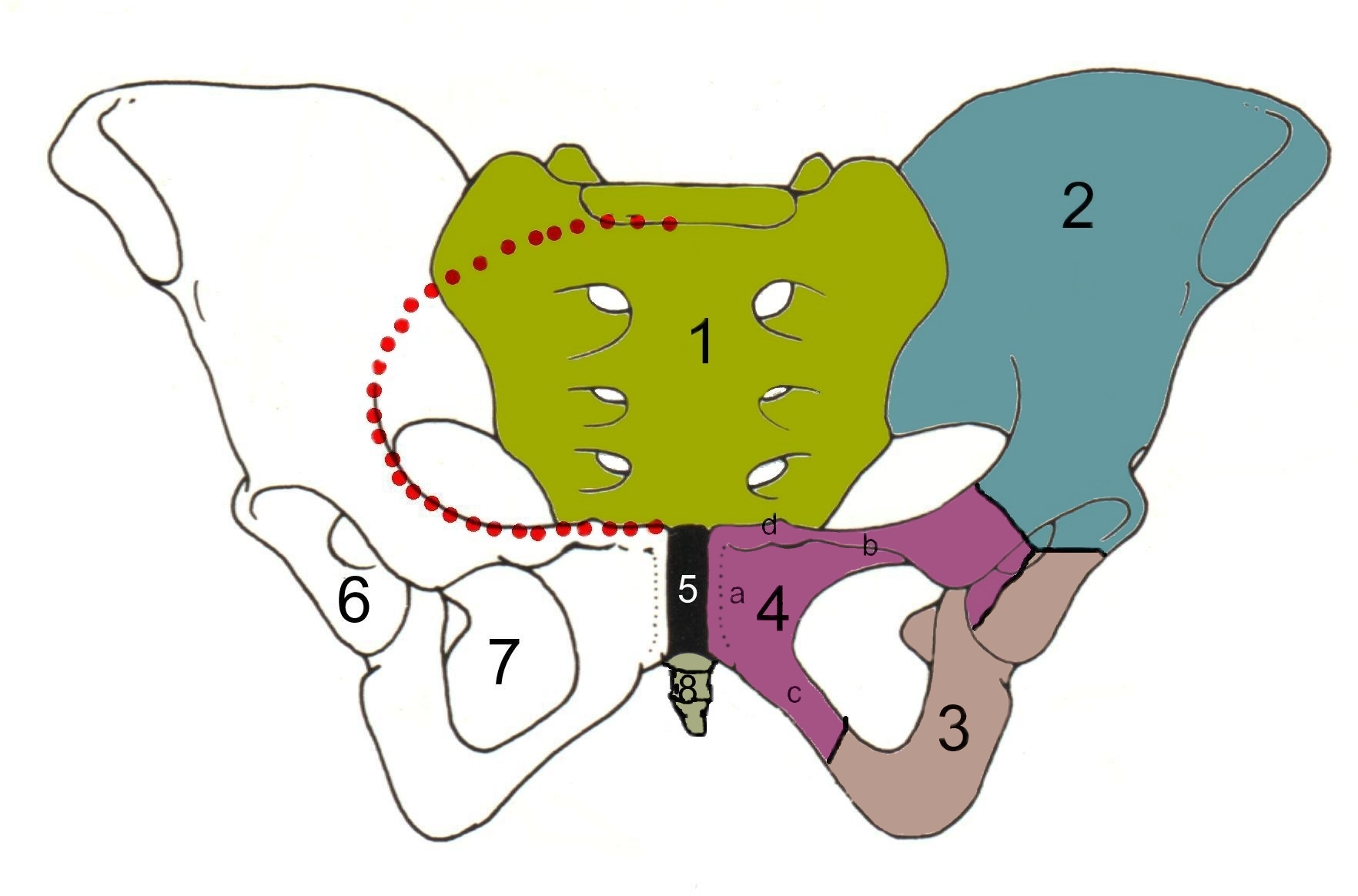
اجزایی شکل گیری لگن خاصره

استخوان بی‌نام (هیپ) استخوان منفردی است که از چسبیدن سه استخوان جنینی به نام استخوان تهیگاهی، شرمگاهی و نشیمنگاهی به‌وجود آمده‌است. از مجموع دو نیم‌لگن، استخوان خاجی و دنبالچه فضایی به‌وجود می‌آید که به آن لگن خاصره می‌گویند. استخوان ران به سطح خارجی تحتانی این استخوان مفصل می‌شود.
استخوان بی‌نام استخوانی است تخت و تقریباً چهارگوش که از قسمت میانی تاب خورده‌است. در قسمت میانی نمای بیرونی آن یک حفره بزرگ، گود و مدور به نام حفره حقه‌ای (اَسِتابولوم) وجود دارد که سر استخوان ران در آن قرار می‌گیرد و مفصل ران را می‌سازد. در زیر حفره حقه‌ای یک سوراخ بزرگ به نام سوراخ سِدادی (سوراخ ابتوراتور) قرار دارد. دو استخوان بی‌نام در جلو با یکدیگر و در عقب با استخوان خاجی مفصل می‌شوند.

## سطح‌های لگن خاصره

استخوان‌های لگن. ۱. خاجی ۲. تهیگاهی ۳. نشیمنگاهی ۴. شرمگاهی ۵. التصاق شرمگاهی ۶. حفره حقه‌ای ۷. سوراخ سدادی ۸. دنبالچه خط قرمز: خط انتهایی/محدوده لگن

سطح خارجی در وسط حفرهٔ عمیق مفصلی است موسوم به حقهٔ استخوان خاصره که با سر مدور و صاف استخوان ران مفصل خاصره و ران را تشکیل می‌دهد. در بالای حقهٔ سطح پهن و پیچ‌دار و نسبتاً عمیقی است موسوم به حفرهٔ خارجی خاصره که محل پیوند ماهیچه‌ها می‌باشد مقابل با همین حفره در سطح داخلی استخوان حفرهٔ داخلی خاصره است. در پائین حقه سوراخ بیضی‌شکل بزرگی است بنام سوراخ سِدادی (بَستی) که به‌واسطهٔ پرده‌ای موسوم به غشا سدادی پوشیده و مسدود است.
کناره‌ها: مهم‌تر از همه کنار فوقانی است که موسوم به ستیغ تهیگاهی می‌باشد. این کنار پیچدار و شبیه به حرف (S) لاتینی است. در جلو و عقب ضخیم و در وسط نازک می‌باشد. ستیغ به‌خوبی زیر پوست احساس می‌شود و به خط لگنی نیز موسوم است و قسمت‌های طرفی تنه را از اندام پائین جدا می‌سازد. در قسمت قدامی کنار تحتانی سطح بیضی شکل مفصلی است که با سطح شبیه به‌خود از استخوان خاصره طرف دیگر مفصل شده و موسوم به التصاق شرمگاهی (ارتفاق عانه) می‌گردد. زوایا: زاویه‌های مورد بحث عبارت است: از زاویهٔ قدامی فوقانی و زاویهٔ تحتانی خلفی و زاویهٔ خلفی فوقانی.
الف - زاویهٔ قدامی فوقانی: برجستگی کوچک صافی است موسوم بخار خاصرهٔ قدامی فوقانی که در زیر پوست محسوس است این برآمدگی برای اندازه گرفتن پا بکار می‌رود و محل اتصال دو ماهیچه به‌نام ماهیچه خیاطه و ماهیچه کشنده نیام پهن می‌باشد، همچنین رباطی موسوم به رباط فالب که قوس ران نیز نامیده می‌شود از خار قدامی فوقانی به پائین و داخل کشیده شده و نزدیک به التصاق شرمگاهی به برجستگی موسوم به خار شرمگاهی تمام می‌گردد. این رباط به‌واسطهٔ بافت‌های سلولی نازکی از پوست جداست و فرورفتگی قوسی‌شکلی ایجاد می‌کند که حد بین شکم و ران است و کشالهٔ ران نامیده می‌شود.
ب - زاویهٔ خلفی تحتانی: تودهٔ درشتی است موسوم به برجستگی تهیگاهی که ضخیم‌ترین قسمت استخوان است و پیوندگاه ماهیچه‌های خلفی ران است.
ج - زاویهٔ خلفی فوقانی یا خار خاصرهٔ خلفی فوقانی در انتهای خلفی ستیغ خاصره و در وسط فرورفتگی کوچک سدادی قرار دارد موسوم به فرورفتگی تحتانی کمر.